# Guineu voladora de muntanya
La guineu voladora de muntanya (Pteralopex pulchra) és una espècie de ratpenat de la família dels pteropòdids. És endèmica de Salomó. El seu hàbitat natural són els boscos primaris de l'estatge montà. Es desconeix si hi ha cap amenaça en concret per a la supervivència d'aquesta espècie, però la Unió Internacional per a la Conservació de la Natura (UICN) la classifica com a espècie «en perill crític» per la petitesa de la seva població.